# Símbolo q-Pochhammer
En matemáticas, en el área de combinatoria, el símbolo q-Pochhmammer es el q-análogo del más conocido símbolo de Pochhammer. Se define de la siguiente manera:
| {\displaystyle (a;q)_{n}=\prod _{k=0}^{n-1}(1-aq^{k})=(1-a)(1-aq)(1-aq^{2})\cdots (1-aq^{n-1})} |

El símbolo q-Pochhmammer es el más importante ladrillo en la construcción de los q-análogos. Por ejemplo, en la teoría de las series hipergeométricas básicas, éste juega un papel
fundamental al igual que el símbolo de Pochhammer lo juega en la teoría de las series hypergeométricas.
A diferencia del símbolo de Pochhammer, el símbolo q-Pochhammer sí puede extenderse como producto infinito, representándose de la siguiente manera:

{\displaystyle (a;q)_{\infty }=\prod _{k=0}^{\infty }(1-aq^{k})}

Se trata de una función donde q toma valores complejos que es analítica en el interior del disco unitario, con lo cual se puede representar en forma de serie de potencias formal de q.
Los símbolos q-Pochhammer suelen utilizarse en q-series, que son series cuyos coeficientes dependen de q, generalmente mediante símbolos q-Pochhammer.

## Función de Euler
Un caso especial es la conocida función de Euler, importante en combinatoria, teoría de números y teoría de formas modulares. Su representación en forma de símbolo q-Pochhammer es:

{\displaystyle \phi (q)=(q;q)_{\infty }=\prod _{k=1}^{\infty }(1-q^{k})}

que dentro del radio de convergencia puede ser representada en forma de serie, como bien mostró Leonhard Euler en 1775 con su famoso teorema del número pentagonal, siendo:

{\displaystyle \phi (q)=(q;q)_{\infty }=\prod _{k=1}^{\infty }(1-q^{k})=\sum _{k=-\infty }^{\infty }(-1)^{k}q^{{k(3k-1)}/{2}}}

## Identidades
- Un producto finito puede ser expresado en términos de producto infinito:

{\displaystyle (a;q)_{n}={\frac {(a;q)_{\infty }}{(aq^{n};q)_{\infty }}}}

- El producto también puede extenderse para números n negativos. Así pues, para un número no negativo n se tiene:

{\displaystyle (a;q)_{-n}={\frac {1}{(aq^{-n};q)_{n}}}}

y también:

{\displaystyle (a;q)_{-n}={\frac {(-q/a)^{n}q^{n(n-1)/2}}{(q/a;q)_{n}}}}

- El símbolo q-Pochhammer se puede representar mediante el uso de q-series, particularmente tenemos:

{\displaystyle (x;q)_{\infty }=\sum _{n=0}^{\infty }{\frac {(-1)^{n}q^{n(n-1)/2}}{(q;q)_{n}}}x^{n}}

y

{\displaystyle {\frac {1}{(x;q)_{\infty }}}=\sum _{n=0}^{\infty }{\frac {x^{n}}{(q;q)_{n}}}}

en los que ambos son casos especiales del teorema q-binomial:

{\displaystyle {\frac {(ax;q)_{\infty }}{(x;q)_{\infty }}}=\sum _{n=0}^{\infty }{\frac {(a;q)_{n}}{(q;q)_{n}}}x^{n}}

## Interpretación combinacional
El símbolo q-Pochhammer está estrechamente relacionado con la combinatoria de particiones. En efecto, el coeficiente de cada amqn al expandir en serie de potencias la función

{\displaystyle (a;q)_{\infty }^{-1}=\prod _{k=0}^{\infty }(1-aq^{k})^{-1}}

es el número de particiones de m a lo sumo en n partes.
Dado que, por conjugación de las particiones, el número de particiones de m en partes de, como máximo, tamaño n, es el mismo, podemos obtener la siguiente identidad:

{\displaystyle (a;q)_{\infty }^{-1}=\sum _{k=0}^{\infty }\left(\prod _{j=1}^{k}{\frac {1}{1-q^{j}}}\right)a^{k}=\sum _{k=0}^{\infty }{\frac {a^{k}}{(q;q)_{k}}}}

como se ha mostrado en la sección anterior.
También se tiene que el coeficiente de amqn en

{\displaystyle (-a;q)_{\infty }=\prod _{k=0}^{\infty }(1+aq^{k})}

es el número de particiones de m en n o n-1 partes distintas. Utilizando métodos similares al igual que antes, se obtiene la siguiente identidad:

{\displaystyle (-a;q)_{\infty }=\prod _{k=0}^{\infty }(1+aq^{k})=\sum _{k=0}^{\infty }\left(q^{k \choose 2}\prod _{j=1}^{k}{\frac {1}{1-q^{j}}}\right)a^{k}=\sum _{k=0}^{\infty }{\frac {q^{k \choose 2}}{(q;q)_{k}}}a^{k}}

como también se ha mostrado en la sección anterior.

## Convenio para múltiples argumentos
Puesto que en numerosas identidades en las que se hace uso de los símbolos q-Pochhammer es frecuente que haya productos utilizando varios símbolos, se ha establecido un convenio estándar para escribir el producto como un único símbolo que
acepta múltiples argumentos, de la siguiente manera:

{\displaystyle (a_{1},a_{2},\ldots ,a_{m};q)_{n}=(a_{1};q)_{n}(a_{2};q)_{n}\ldots (a_{m};q)_{n}}

## Relaciones con el q-factorial y los números q-binomiales
Dado que:

{\displaystyle \lim _{q\rightarrow 1}{\frac {1-q^{n}}{1-q}}=n}

se puede definir el q-análogo de n, al que llamaremos q-corchete o q-número de n y lo representaremos como [n]q a:

{\displaystyle [n]_{q}={\frac {1-q^{n}}{1-q}}}

De esta manera podemos definir el q-análogo del factorial, el q-factorial, que se puede representar en forma de símbolos de q-Pochhammer:

{\displaystyle {\begin{aligned}{\big [}n]_{q}!&{}=[1]_{q}[2]_{q}\cdots [n-1]_{q}[n]_{q}\\&{}={\frac {1-q}{1-q}}{\frac {1-q^{2}}{1-q}}\cdots {\frac {1-q^{n-1}}{1-q}}{\frac {1-q^{n}}{1-q}}\\&{}=1(1+q)\cdots (1+q+\cdots +q^{n-2})(1+q+\cdots +q^{n-1})\\&{}={\frac {(q;q)_{n}}{(1-q)^{n}}}\end{aligned}}}

El q-factorial converge al factorial clásico cuando q tiende a 1 dentro del disco unitario.
Una vez definidos los q-factoriales, podemos definir los números q-binomiales, más conocidos como coeficientes gaussianos de la siguiente manera:

{\displaystyle {\begin{bmatrix}n\\k\end{bmatrix}}_{q}={\frac {[n]_{q}!}{[n-k]_{q}![k]_{q}!}}.}

como también se puede definir el q-análogo de la función gamma, llamada función q-gamma, que se puede mostrar en forma de símbolos q-Pochhammer así:

{\displaystyle \Gamma _{q}(x)={\frac {(1-q)^{1-x}(q;q)_{\infty }}{(q^{x};q)_{\infty }}}}

Nótese que 

{\displaystyle \Gamma _{q}(x+1)=[x]_{q}\Gamma _{q}(x)\,\!}

y

{\displaystyle \Gamma _{q}(n+1)=[n]_{q}!{\frac {}{}}}

Como antes, la función q-gamma converge a la función gamma clásica cuando q tiende a 1 dentro del disco unitario.